# Фіхтенгольц Григорій Михайлович
Григорій Михайлович Фіхтенгольц (5 червня 1888, Одеса — 26 червня 1959, Ленінград) — український математик, автор фундаментального підручника «Курс дифференциального и интегрального исчисления» в трьох томах.

## Біографія
Народився 5 червня 1888 року в Одесі. У 1911 році закінчив Новоросійський університет в Одесі. Після цього працював в електротехнічному інституті в Петрограді, а з 1918-го — на Механіко-математичному факультеті Петроградського університету.
З 1929 року — професор, а з 1935-го — доктор фізико-математичних наук.
У 1934 році ініціював проведення першої в СРСР математичної олімпіади серед школярів. Кафедра математичного аналізу Ленінградського університету заснована Г. М. Фіхтенгольцем (він очолював її до вимушеної відставки в розпал антисемітської кампанії по «боротьби з космополітизмом» в 1953 році).
З грудня 1936 року математична група Академії наук СРСР (С. Бернштейн, Г. Фіхтенгольц тощо)  піддала різкій критиці нові радянські підручники і зажадала їх негайної заміни. Здійснити цю заміну допоміг лише А. Кисельов. Часовий проміжок, коли у школі діяли його підручники математики (1938–1956 рр.) був названий періодом стабільності вітчизняної школи.
У 1947—1949 роках вийшло перше видання трьох томів Курсу диференціального та інтегрального числення.
Помер 26 червня 1959 року. Похований на Серафимівському кладовищі Санкт-Петербурга.

## Учні
Г. М. Фіхтенгольц працював у Ленінградському університеті понад 40 років. Майже всі ленінградські математики були певною мірою його учнями. У різний час його лекції слухали Леонід Канторович, Соломон Михлін, Ісидор Натансон, Сергій Соболєв, Дмитро Фадєєв, Сергій Христианович, Олена Вентцель та багато інших майбутніх видатних математиків.

## Нагороди
Удостоєний звання Заслуженого діяча науки РСФСР, нагороджений орденом Трудового Червоного Прапора.

## Праці
- Григорій Михайлович Фіхтенгольц. Курс диференціального та інтегрального числення. — 2025. — 2391 с.(укр.)
- Фихтенгольц Г. М. Курс дифференциального и интегрального исчисления. — Москва : Наука, 1962. — Т. 1. — 607 с.(рос.)
- Фихтенгольц Г. М. Курс дифференциального и интегрального исчисления. — Москва : Наука, 1964. — Т. 2. — 800 с.(рос.)
- Фихтенгольц Г. М. Курс дифференциального и интегрального исчисления. — Москва : Наука, 1966. — Т. 3. — 656 с.(рос.)
- Grigorii Mikhailovich Fichtenholz. Differential- und Integralrechnung. — Berlin : Deutscher Verlag der Wissenschaften, 1964.(нім.)

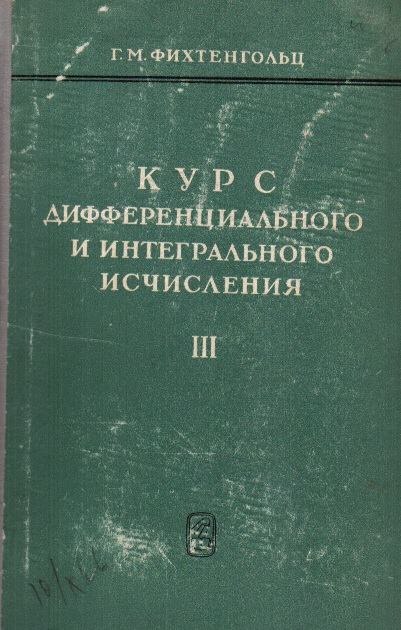
Обкладинка 3-го тому класичного підручника, по якому вчилось кілька поколінь

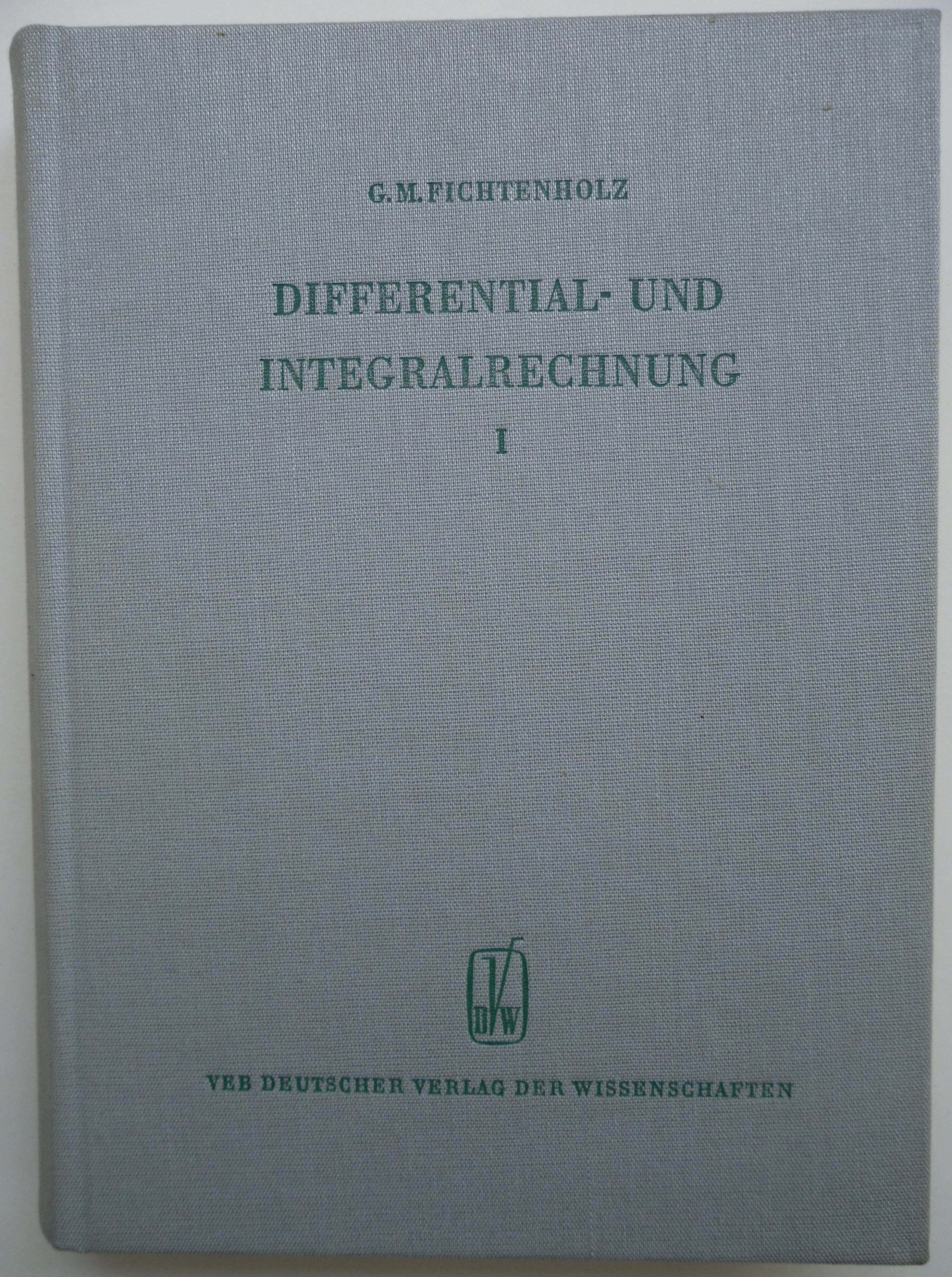
Обкладинка 1-го тому Курсу Німецькою 1979

- Фихтенгольц Г. М. Основы математического анализа. — 5-е изд. — М. : Наука, 1964. — Т. 1. — 440 с.(рос.)
- Фихтенгольц Г. М. Основы математического анализа. — 5-е изд. — М. : Наука, 1968. — Т. 2. — 463 с.(рос.)
- Grigorii Mikhailovich Fikhtengol'ts. The Fundamentals of Mathematical Analysis. — Pergamon Press, 1965. — Т. 1. — 520 с. — ISBN 9781483139074.(англ.)
- Grigorii Mikhailovich Fikhtengol'ts. The Fundamentals of Mathematical Analysis. — Pergamon Press, 1965. — Т. 2. — 540 с. — ISBN 9781483154138.(англ.)
- Фихтенгольц Г. М. Часть 1 // Математика для инженеров. — М.-Л. : ГНТИ, 1931. — 488 с.(рос.)
- Фихтенгольц Г. М. Часть 2 // Математика для инженеров. — Л.-М. : ГТТИ, 1933. — 438 с.(рос.)
- Переклад з французької (разом з Яковом Тамаркіним) першого тому Валле-Пуссена Курс аналізу нескінченно малих (1922)
- Переклад з французької другого тому Валле-Пуссена Курс аналізу нескінченно малих (1933)